# هيكتور مارتشينا
هيكتور مارتشينا (بالإسبانية: Héctor Marchena)‏ هو مدرب كرة قدم ولاعب كرة قدم كوستاريكي، ولد في 4 يناير 1965 في بونتاريناس ‏ في كوستاريكا. شارك مع منتخب كوستاريكا لكرة القدم. أما مع النوادي، فقد لعب مع نادي كارتاهينيس.

## وصلات خارجية
- هيكتور مارتشينا على موقع الاتحاد الدولي (مؤرشف)  (الإنجليزية)
- هيكتور مارتشينا على موقع قاعدة بيانات كرة القدم.إي يو (الإنجليزية)
- هيكتور مارتشينا على موقع ناشيونال فوتبول تيمز (الإنجليزية)
- هيكتور مارتشينا على موقع Soccerway.com (الإنجليزية)
- هيكتور مارتشينا على موقع عالم كرة القدم.نت (الإنجليزية)